# 八房龍之助
八房 龍之助（やつふさ たつのすけ）は日本の漫画家。かつては月刊コミック電撃大王にてアクションホラー漫画を連載していた。現在は電撃ホビーマガジンにて、バンダイナムコゲームスが販売するコンピュータゲーム「スーパーロボット大戦シリーズ」のコミカライズを連載し、ゲームやアニメの制作にも関わっている。

## 略歴

### スーパーロボット大戦への参加
2004年に電撃ホビーマガジン誌上で行われたスーパーロボット大戦オリジナルロボットイラストコンテストに忍者型ロボット「磁雷也」で応募し2位に入選。
2005年から電撃ホビーマガジン誌上のスーパーロボット大戦特集記事を再録したムック本「電撃スパロボ!」にて、スーパーロボット大戦OGシリーズのスピンオフ読み切りを連載。後に『スーパーロボット大戦OGクロニクル』のタイトルで単行本化。
電撃ホビーマガジン2007年3月号から、テレビアニメ『スーパーロボット大戦OG -ディバイン・ウォーズ-』のコミカライズである『スーパーロボット大戦OG -ディバイン・ウォーズ- Record of ATX』を連載。同年発売のコンピュータゲーム『スーパーロボット大戦OG ORIGINAL GENERATIONS』にはカットイン原画で参加。
2010年のテレビアニメ『スーパーロボット大戦OG -ジ・インスペクター-』にて脚本・シリーズ構成を担当。電撃ホビーマガジン2011年2月号より同作のコミカライズ『スーパーロボット大戦OG ジ・インスペクター Record of ATX』連載。雑誌休刊に伴い、2015年12月より第二章として電撃ホビーウェブにて『スーパーロボット大戦OG ジ・インスペクター Record of ATX BAD BEAT BUNKER』を連載中。
2012年発売のコンピュータゲーム『第2次スーパーロボット大戦OG』にて敵メカニックのデザインを担当し、その後に発売した『スーパーロボット大戦X』、『スーパーロボット大戦T』では一部キャラクターデザインを担当。

## 連載中

### 漫画
- スーパーロボット大戦OG
  - クロニクル - 「電撃スパロボ!」連載、メディアワークス刊行
  - ジ・インスペクター Record of ATX BAD BEAT BUNKER - 電撃ホビーウェブにてWeb連載、メディアワークス刊行、コミックス既刊8巻（2021年12月時点）

### 挿絵
- スーパーロボット大戦OG 告死鳥戦記（キャラクターデザイン兼任）-『電撃ホビーマガジンbis』連載、メディアワークス刊行

## 作品一覧

### 漫画
- J&Jシリーズ - 『月刊コミック電撃大王』連載、メディアワークス刊行
  - 塊根の花
  - 仙木の果実
- 宵闇眩燈草紙 - 『コミック電撃大王』連載、メディアワークス刊行
- 高岩博士の異常な愛情 - 『コミック電撃大王』不定期連載、単行本未収録
- スーパーロボット大戦OG
  - ディバインウォーズ Record of ATX - 『電撃ホビーマガジン』連載、メディアワークス刊行、コミックス全5巻
  - ジ・インスペクター Record of ATX - 『電撃ホビーマガジン』連載 → 電撃ホビーウェブ連載、メディアワークス刊行、コミックス全7巻
  - ジ・インスペクター Record of ATX BAD BEAT BUNKER - 電撃ホビーウェブ連載、メディアワークス刊行、コミックス既刊10巻（2024年4月時点）
- 竜創騎兵ドラグーン　コミックリプレイJ1 - 『MT3竜創騎兵ドラグーン』連載、不動舘

その他、火の玉ゲームコミック（スタジオDNA）にてゲームコミックアンソロジーへの参加多数

### 挿絵
- ファンタジー・ファイル インドの神々 - 石黒直樹著、ジャパンミックス刊行
- 神創戦記エクサイマーZEO 白銀の勝者 - 大島栄次・水野隆志 with M2、新声社刊行
- 央華封神TCG

### イラストコラム
- 宵闇草紙抜き読みの一席(宵闇抜き読みの一席) - 『電撃の瓶詰』『月刊電撃コミックガオ!』連載、同人誌に再録

### 脚本
- スーパーロボット大戦OG -ジ・インスペクター-（シリーズ構成兼任、竹田裕一郎と共同）